# (2651) Karen
(2651) Karen (1949 QD) – planetoida z pasa głównego asteroid okrążająca Słońce w ciągu 5,15 lat w średniej odległości 2,98 j.a. Odkryta 28 sierpnia 1949 roku.